# وندکلا، کوئینزلند
وندکلا (به انگلیسی: Wondecla) یک منطقهٔ مسکونی در استرالیا است که در کوئینزلند واقع شده‌است.